# J. Michael Riva
John Michael Riva (* 28. Juni 1948 in New York City; † 7. Juni 2012 in New Orleans) war ein US-amerikanischer Filmarchitekt. Riva war ein Sohn des Broadway-Bühnenbildners William Riva und der Schauspielerin Maria Riva und somit Enkel Marlene Dietrichs. Er wuchs in England auf.

## Leben
Rivas Interesse für den Film, geweckt durch seine Eltern, führte ihn recht bald zur Cinémathèque française nach Paris, wo er zeitweise jobbte. Anschließend betrieb Riva einige Semester Filmstudien an der UCLA in Los Angeles, die er aber vorzeitig abbrach. In den frühen 1970er-Jahren verdiente er sich sein erstes Geld mit Entwürfen für Theateraufführungen und als Designer für Werbesessions. Er und seine Frau Wendy Riva hatten zwei Söhne Daniel und Adam. Er brachte zwei Söhne aus erster Ehe mit, John Michael (Mikey) Riva Jr. und den adoptierten Sohn Jean-Paul Riva.
Mitte der 1970er-Jahre begann Riva für den Kinofilm zu entwerfen. Seine frühen Filmbauten beschränkten sich auf Exploitationfilme vom Schlage Ilsa – Haremswächterin des Ölscheichs, doch konnte Riva bereits gegen Ende des Jahrzehnts über den Kontakt zu Robert Redford erstmals A-Produktionen szenenbildnerisch betreuen. Für Redford lieferte er 1979 auch die Entwürfe zu dessen Regiedebüt Eine ganz normale Familie.
Seitdem war John Michael Riva ein gefragter Designer für routinierte Hollywoodunterhaltung wie Richard Donners Lethal-Weapon-Filme, das hochkarätig besetzte Militärgerichtsdrama Eine Frage der Ehre, das Afrika-Abenteuer Congo, die beiden 2000 und 2002 gedrehten Drei-Engel-für-Charlie-Actionfilme sowie Teil drei und vier der Spider-Man-Reihe. Für die Bauten zu Steven Spielbergs Melodram Die Farbe Lila erhielt Riva 1986 eine Oscarnominierung. 1988 arbeitete er zusammen mit seiner Mutter bei Bill Murrays Dickens-Parodie Die Geister, die ich rief … mit.
Riva starb am 7. Juni 2012 an den Folgen eines Schlaganfalls, den er bei den Dreharbeiten zu Quentin Tarantinos Film Django Unchained erlitten hatte.

## Filmografie
| - 1975: Ilsa – Haremswächterin des Ölscheichs (Ilsa, Harem Keeper of the Oil Sheiks) - 1976: Bad Georgia Road - 1977: Bare Knuckles - 1978: Der rasende Charlie (Fast Charlie – The Moonbeam Rider) - 1979: Brubaker - 1979: Eine ganz normale Familie (Ordinary People) - 1980: Die Hand (The Hand) - 1981: Halloween II – Das Grauen kehrt zurück (Halloween II) - 1982: Bad Boys – Klein und gefährlich (Bad Boys) - 1983: Buckaroo Banzai – Die 8. Dimension - 1984: Die Frau des Profis (The Slugger’s Wife) - 1984: Die Goonies (The Goonies) - 1985: Die Farbe Lila (The Color Purple) - 1986: Auf der Suche nach dem goldenen Kind (The Golden Child) - 1986: Lethal Weapon – Zwei stahlharte Profis (Lethal Weapon) - 1988: Die Geister, die ich rief … (Scrooged) - 1989: Brennpunkt L.A. (Lethal Weapon 2) - 1989: Tango und Cash (Tango & Cash) - 1991: Eine Frage der Ehre (A Few Good Men) - 1992: Dave | - 1993: North - 1995: Congo - 1996: Sandblast - 1997: Sechs Tage, sieben Nächte (Six Days Seven Nights) - 1997: Lethal Weapon 4 - 1998: Hard Rain - 1999: Romeo Must Die - 2000: 3 Engel für Charlie (Charlie’s Angels) - 2002: 3 Engel für Charlie – Volle Power (Charlie’s Angels: Full Throttle) - 2004: Stealth – Unter dem Radar (Stealth) - 2005: Zathura – Ein Abenteuer im Weltraum (Zathura) - 2005: Das Streben nach Glück (The Pursuit of Happyness) - 2007: Spider-Man 3 - 2008: Iron Man - 2008: Sieben Leben (Seven Pounds) - 2010: Iron Man 2 - 2012: The Amazing Spider-Man - 2012: Django Unchained |